# Розы Гелиогабала
«Розы Гелиогабала» (англ. The Roses of Heliogabalus) — картина британского художника Лоуренса Альма-Тадемы, написанная в 1888 году по заказу сэра Джона Эйрдома за 4000 фунтов стерлингов.
Альма-Тадема взял за основу картины сомнительный по достоверности рассказ «Истории августов» о том, что во время пира римский император Гелиогабал приказал рассыпать с потолка розы в таком количестве, что приглашенные на пир его недруги задохнулись.
На первом плане картины изображены гости, накрытые лепестками роз. На заднем плане видны сам Гелиогабал в золотой диадеме и его мать Юлия Соэмия. Справа за Гелиогабалом стоит женщина, играющая на авлосе, а вдалеке видна статуя Диониса, написанная художником с оригинала, который хранится в музеях Ватикана.
Соотношение сторон полотна составляет 132×213, что практически равно золотому сечению.

## В музыке
Сюжет картины лег в основу одноименного инструментального концерта Андрея Рубцова.